# バラガ郡 (ミシガン州)
バラガ郡（英: Baraga County、[ˈbærəɡə] BARR-ə-gə）は、アメリカ合衆国ミシガン州アッパー半島の西部に位置する郡である。郡名はフレデリック・バラガ司祭に因んで名付けられた。2010年国勢調査での人口は8,860人であり、2000年の8,746人から1.3%増加した。郡庁所在地はラーンス村（英: L'Anse、[ˈlɑːns] lahns、人口2,011人）であり、同郡で人口最大の村はバラガ村（人口2,053人）である。郡内にはオジブワ族のラーンス・インディアン居留地がある。

## 地理

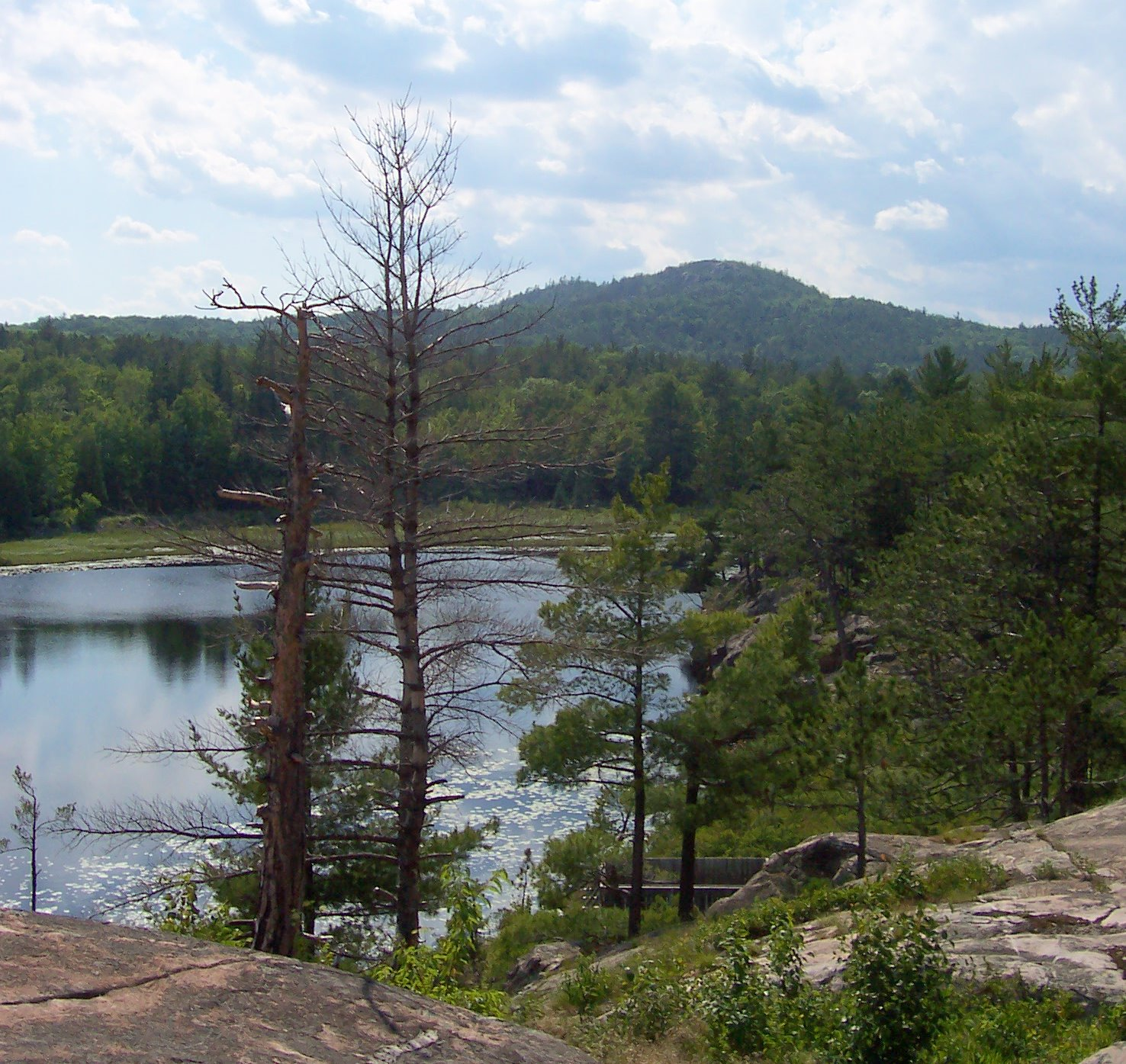
ヒューロン山地にあるホグバック山、手前はウェットモラランディング

アメリカ合衆国国勢調査局に拠れば、郡域全面積は1,068.85平方マイル (2,768.3 km2)であり、このうち陸地904.00平方マイル (2,341.3 km2)、水域は164.85平方マイル (427.0 km2)で水域率は15.42%である。
バラガ郡はスペリオル湖岸、アッパー半島にある。キーウィーノー半島の南東側付け根がある。バラガとラーンスの村はスペリオル湖のキーウィーノー湾奥にある。ポイントアベイという半島がスペリオル湖に突き出し、ヒューロン湾を作っている。アーボン山が州内最高地点であり、標高は1,979フィート (603 m) である。

### 主要高規格道路
- アメリカ国道41号線
- アメリカ国道141号線
- ミシガン州道28号線
- ミシガン州道38号線

### 隣接する郡
- マーケット郡 - 東
- アイアン郡 - 南
- ホートン郡 - 西

### 国立保護地域
- キーウィーノー国立歴史公園（部分）
- オタワ国立の森（部分）

## 人口動態
以下は2000年国勢調査による人口統計データである。
| 基礎データ - 人口: 8,746人 - 世帯数: 3,353 世帯 - 家族数: 2,223 家族 - 人口密度: 4人/km2（10人/mi2） - 住居数: 4,631軒 - 住居密度: 2軒/km2（5軒/mi2） 人種別人口構成 - 白人: 78.61% - アフリカン・アメリカン: 4.99% - ネイティブ・アメリカン: 12.04% - アジア人: 0.27% - 太平洋諸島系: 0.01% - その他の人種: 0.26% - 混血: 3.82% - ヒスパニック・ラテン系: 0.93% 先祖による構成 - フィンランド系：29.5% - ドイツ系：9.9% - フランス系：8.6% 言語による構成 - 英語：92.5% - フィンランド語：4.9% - スペイン語：1.7% | 年齢別人口構成 - 18歳未満: 22.9% - 18-24歳: 7.3% - 25-44歳: 28.4% - 45-64歳: 25.1% - 65歳以上: 16.3% - 年齢の中央値: 39歳 - 性比（女性100人あたり男性の人口） - 総人口: 111.0 - 18歳以上: 114.3 世帯と家族（対世帯数） - 18歳未満の子供がいる: 29.1% - 結婚・同居している夫婦: 51.5% - 未婚・離婚・死別女性が世帯主: 10.1% - 非家族世帯: 33.7% - 単身世帯: 29.5% - 65歳以上の老人1人暮らし: 13.6% - 平均構成人数 - 世帯: 2.37人 - 家族: 2.93人 収入と家計 - 収入の中央値 - 世帯: 33,673米ドル - 家族: 42,5006米ドル - 性別 - 男性: 32,138米ドル - 女性: 22,030米ドル - 人口1人あたり収入: 15,860米ドル - 貧困線以下 - 対人口: 11.1% - 対家族数: 7.2% - 18歳未満: 13.5% - 65歳以上: 10.3% |

## 郡政府
郡政府は郡監獄の運営、地方道の維持、地方裁判所の運営、権利譲渡と抵当権設定記録など重要記録の維持、公衆衛生規制の管理、福祉など社会サービスの項目で州の施策への参加を行う。郡政委員会は予算を管理するが、法や条例を作るのは限定付き権限である。ミシガン州では、警察と消防、建設と区画割、税評価、街路維持など地方政府の大半機能は個々の都市と郡区の責任である。

## 郡区

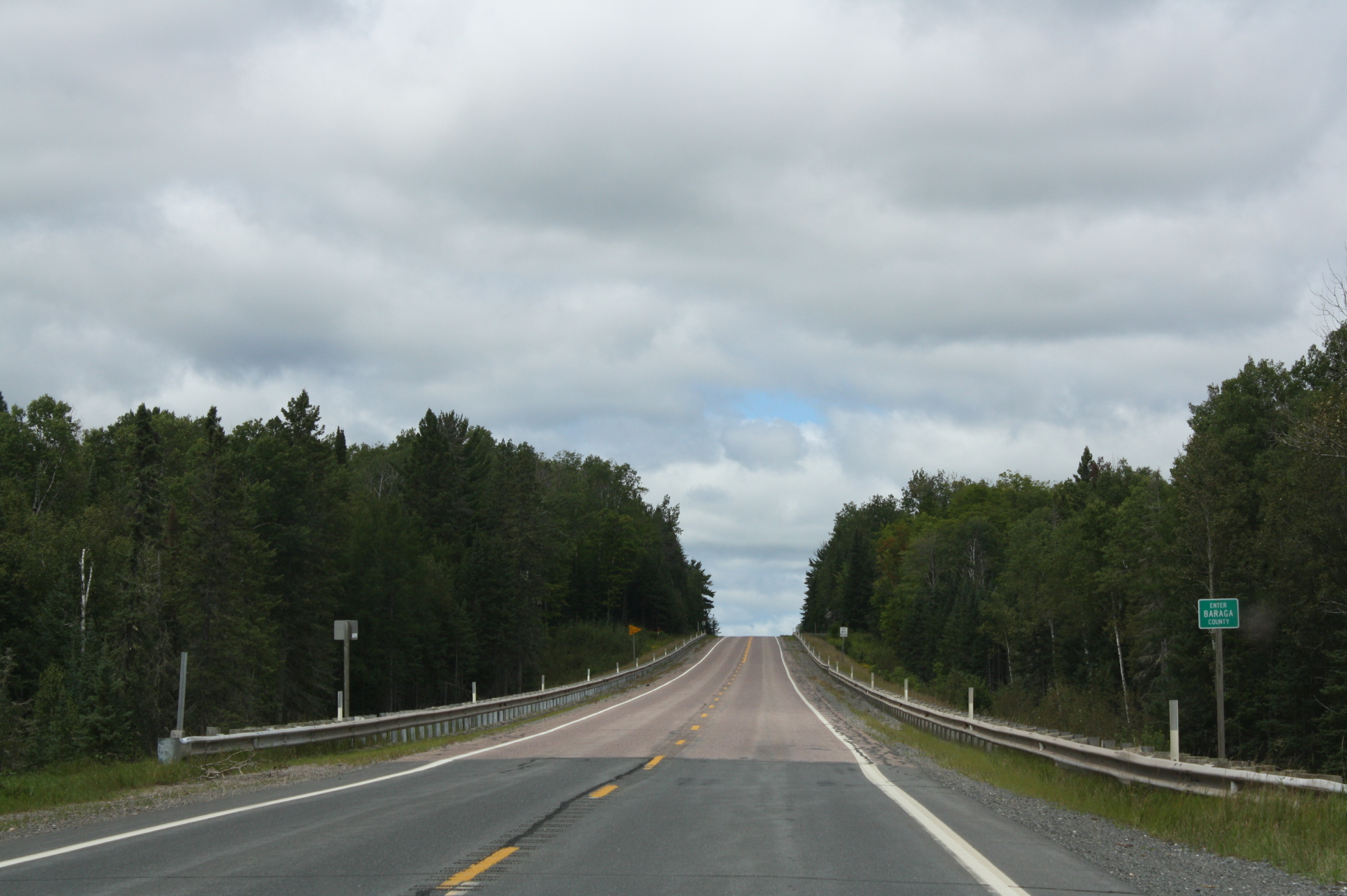
アメリカ国道141号線沿いのバラガ郡境標識

バラガ郡は下記5つの郡区に分割されている。
- アーボン
- バラガ
- コビントン
- ラーンス
- スパー

## 都市と町
| 村 - バラガ - ラーンス - 郡庁所在地 | - アルバータ - アーンハイム - アシニンス - オーラ - ベアタウン | - コビントン - ハーマン - ヒューロンベイ - インペリアルハイツ - キーウィーノーベイ | - ネストリア - ペルキー - ピカミン - スカニー - スリーレイクス | - タイオガ - チュニス - バーミラック - ワットン - ジーバ |